# Diamphidia
Diamphidia  (лат.) — род африканских жуков (Coleoptera) из подсемейства козявок (Galerucinae) в семействе листоедов (Chrysomelidae), личинки и куколки которых выделяют яд диамфотоксин, используемый бушменами для смазывания наконечников стрел.
Родственный вид — колорадский картофельный жук.
Diamphidia nigroornata питается растением Commiphora angolensis, 
а Diamphidia vittatipennis — Commiphora africana.

## Перечень видов
Некоторые виды рода:
- Diamphidia femoralis
- Diamphidia nigroornata
- Diamphidia vittatipennis